# European Space Research Institute
Het European Space Research Institute (ESRIN) verzamelt, beheert en distribueert gegevens die worden aangeleverd door satellieten van het Europees Ruimteagentschap (ESA). De organisatie fungeert tevens als centrum voor informatietechnologie van ESA en is gevestigd in Frascati, provincie Rome. Het centrum is opgericht in 1968.. 

## Werkzaamheden
ESRIN beheert gegevens van aardobservatiesatellieten van ESA als ook andere partijen. De organisatie coördineert tevens de meer dan twintig grondstations en grondsegmenten in Europa en werkt samen met nog eens twintig buitenlandse operatoren van grondsegmenten over de hele wereld.
Het managementteam van de VEGA-draagraket heeft ESRIN als thuisbasis. Voor de uitvoering van die werkzaamheden wordt samengewerkt met personeel van Agenzia Spaziale Italiana (ASI) en het Franse Centre national d'études spatiales (CNES).
ESRIN fungeert als een interface tussen ESA en degenen die haar diensten gebruiken. Het centrum heeft contacten met de Europese industrie, de Europese Unie, civiele bescherming en de ministeries van landbouw en milieu van ESA-lidstaten. ESRIN werkt ook samen met internationale organisaties waaronder agentschappen van de Verenigde Naties en de Europese Commissie. 